# 殺鼠剤

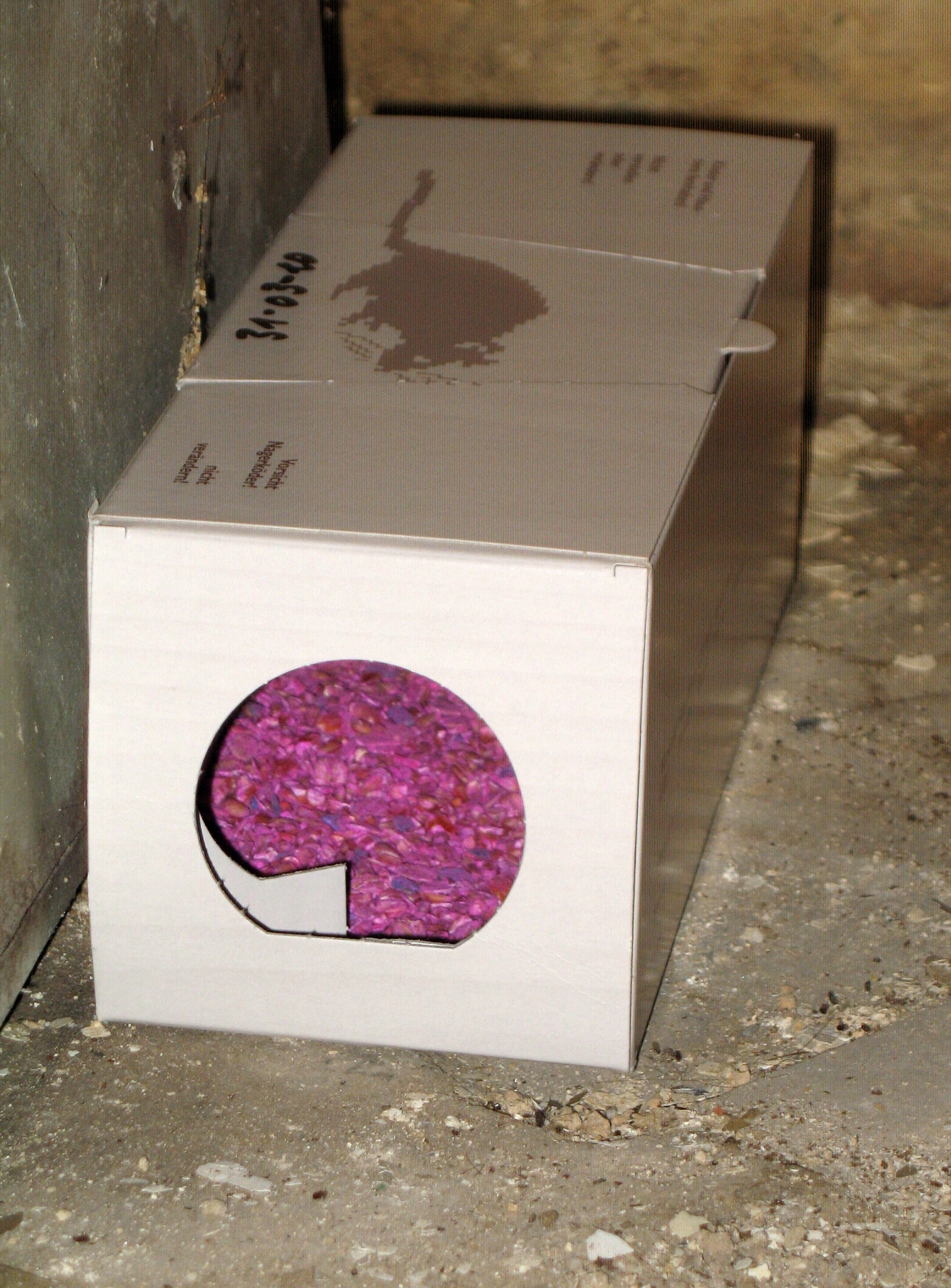
殺鼠剤（2010年、ドイツにて撮影）

殺鼠剤（さっそざい）とは、ネズミを駆除する目的で作られた薬剤である。通常は毒餌の形で投与するが、ほかに、粉剤を巣に吹き込んで全滅させる方法がある。農地・山林・貯穀倉庫で、農作物に加害するノネズミを駆除するための製剤は農薬として、家庭や事業所でイエネズミを駆除するための製剤は防除用医薬部外品として扱われる。後者のうち、畜舎やその周辺で使用されるものは、動物用医薬部外品として扱われる。

## 作用
数度の食餌に分けて駆除する累積毒剤と、一度の食餌で駆除する急性毒剤に大別される。
累積毒剤
数度に分けて継続的に摂取させる必要があるが、ヒトやペットの誤食に対する安全性が高いため、一般的に利用されている。クマリン系の抗血液凝固成分のクマテトラリル、血液凝固阻害薬のワルファリンやジフェチアロールが代表的である。誤飲の解毒には、ビタミンKを投与する。
急性毒剤
薬剤の毒性が強く、取扱いが難しい。黄燐（猫いらずとして有名）、三酸化二ヒ素（こちらも猫いらずと呼ばれる）、リン化アルミニウム、リン化亜鉛、ノルボルマイド、シリロシド、タリウム、硫酸タリウム、α-ナフチルチオ尿素、モノフルオロ酢酸ナトリウムなどが代表。クマリン系の新しい薬剤でジフェチアロン（ジフェチアロール）がある。
殺鼠剤の誤飲事故で、タリウムを摂取した場合の治療薬として、プルシアンブルー（紺青、ヘキサシアニド鉄(II)酸鉄(III)）が用いられる。

### 薬剤抵抗性
クマネズミおよびドブネズミの一部には、ワルファリンへの薬剤抵抗性を有した個体が存在し、スーパーラットと呼ばれている。このスーパーラットは1980年代に出現が報告され、1991年には、ワルファリン0.025%の毒餌と水だけで441日生存し続けたクマネズミが報告され、2000年代には東京都区部のクマネズミは、80%がワルファリン抵抗性を有している。
血液凝固性薬剤に対する薬剤抵抗性を獲得した個体は、肝臓でのVKOR代謝能力が高く、体内で抗凝固剤の毒性が高まる前に、排泄されていることが明らかとなった。薬剤の濃度が高いと喫食せず、濃度が低いと一過性の中毒症状だけで死亡することなく回復する為で、弱い個体のみが死亡し、生き残った個体の耐性は、徐々に高くなって行くと考えられている。また、ワルファリン以外の薬剤に対して、抵抗性を持った個体も報告されている。

## 日本における法規制
1905年に、成毛英之助がアメリカの製品を参考に日本最初の黄リン系殺鼠剤「猫いらず」を発売した。ネズミ以外のモグラや害虫にも有効であったが、入手のしやすさから自殺が増えて、この毒物を使った自殺は「猫自殺」と呼ばれ、犯罪にも使われる例が増えたことから、1921年（大正10年）、内務省は取締りを強化するよう各地方に訓令を出している。
第二次世界大戦後は、家庭で家ねずみを駆除する目的のものは医薬品、医療機器等の品質、有効性及び安全性の確保等に関する法律（薬機法）で、農地で野ねずみを駆除目的のものは農薬取締法で管理されており、成分、販売、取り扱いなどに関する規定がある。農薬の殺鼠剤を家庭で使うなど、目的外の使用をしてはならない。殺鼠剤の成分であるリン化アルミニウムは、水を混ぜると有毒ガスのホスフィンが発生し、人が吸い込めば肺に水が溜まることで呼吸器不全を引き起こすため、毒物に分類されている。

## 目的外使用
- アメリカ合衆国の連続殺人犯であるナニー・ドスは1920年代から約30年間にわたり、砒素を主成分とする殺鼠剤を用いた犯行を繰り返した。
- アメリカ合衆国では、合成大麻などの製造に使用されることがあり、2018年には死者を出した例がある[6]。

## 関連法規
- 農薬取締法
- 医薬品、医療機器等の品質、有効性及び安全性の確保等に関する法律（薬機法）
- 毒物及び劇物取締法
- 建築物衛生法 - 特定建築物におけるネズミの生息状況の調査や防除に関する基準を定めた法律
  - 建築物環境衛生基準